# Sylviocarcinus maldonadoensis
Sylviocarcinus maldonadoensis is een krabbensoort uit de familie van de Trichodactylidae. De wetenschappelijke naam van de soort is voor het eerst geldig gepubliceerd in 1978 door Pretzmann.